# 하바역 (기후현)
하바역(일본어: 羽場駅)은 일본 기후현 가카미가하라시에 위치한 나고야 철도 가카미가하라선의 철도역이다. 역 번호는 KG 02이며, 상대식 승강장 2면 2선의 구조를 갖춘 지상역이다.

## 타는 곳
| 1 | ■ 가카미가하라 선 | 하행 | 신우누마 · 이누야마 방면     |
| 3 | ■ 가카미가하라 선 | 상행 | 미카키노 · 메이테쓰기후 방면 |

## 이용 현황
- 2013년 기준 : 1,073명

## 역 주변
- 국도 제21호선
- 가카미가하라 시 우누마 시민 서비스 센터

## 인접 역
| 나고야 철도 가카미가하라선     | 나고야 철도 가카미가하라선 | 나고야 철도 가카미가하라선     |
| ------------------------------ | -------------------------- | ------------------------------ |
| KG 03 오가세 메이테쓰기후 방면 | ■ 가카미가하라선           | 우누마주쿠 KG 01 신우누마 방면 |